# Earl of Swinton

Wappen der Earls of Swinton

Earl of Swinton ist ein erblicher britischer Adelstitel in der Peerage of the United Kingdom, benannt nach dem Schloss Swinton Park bei Masham, North Yorkshire.
Das Schloss, das 2000 von der Familie des Earls zurückgekauft wurde, ist auch Familiensitz der Earls. Zuvor war dies das nahegelegene Dykes Hill House.

## Verleihung
Der Titel wurde am 5. Mai 1955 an den konservativen britischen Politiker Philip Cunliffe-Lister, 1. Viscount Swinton verliehen. Dieser hatte von 1922 bis 1955 diverse Ministerämter in insgesamt elf Regierungen inne. Unter anderem war er Handels- und Kolonialminister. 

## Nachgeordnete Titel
Zusammen mit der Earlswürde wurde ihm der nachgeordnete Titel Baron Masham, of Ellington in the County of York, verliehen. Bereits am 29. November 1935 war er zum Viscount Swinton, of Masham in the County of York, verliehen worden.
Der älteste Sohn des jeweiligen Earls führt als voraussichtlicher Titelerbe (Heir apparent) den Höflichkeitstitel Lord Masham.

## Liste der Earls of Swinton (1955)
- Philip Cunliffe-Lister, 1. Earl of Swinton (1884–1972)
- David Yarburgh Cunliffe-Lister, 2. Earl of Swinton (1937–2006)
- Nicholas John Cunliffe-Lister, 3. Earl of Swinton (1939–2021)
- Mark William Philip Cunliffe-Lister, 4. Earl of Swinton (* 1970)

Titelerbe ist der Sohn des jetzigen Earls, William Edward Cunliffe-Lister, Lord Masham (* 2004).